# Castro dei Volsci
Castro dei Volsci – miejscowość i gmina we Włoszech, w regionie Lacjum, w prowincji Frosinone.
Według danych na rok 2004 gminę zamieszkiwało 5037 osób, 86,8 os./km².